# Griechen (Finanzmathematik)
Als Griechen (englisch Greeks) werden die partiellen Ableitungen des Optionspreises nach den jeweiligen Modellparametern im Black-Scholes-Modell bezeichnet. Der Vorteil der expliziten Formel für die Optionspreise – etwa im Gegensatz zu einer numerischen Lösung – liegt darin, dass diese Ableitungen leicht berechnet werden können.

## Griechen

### Delta

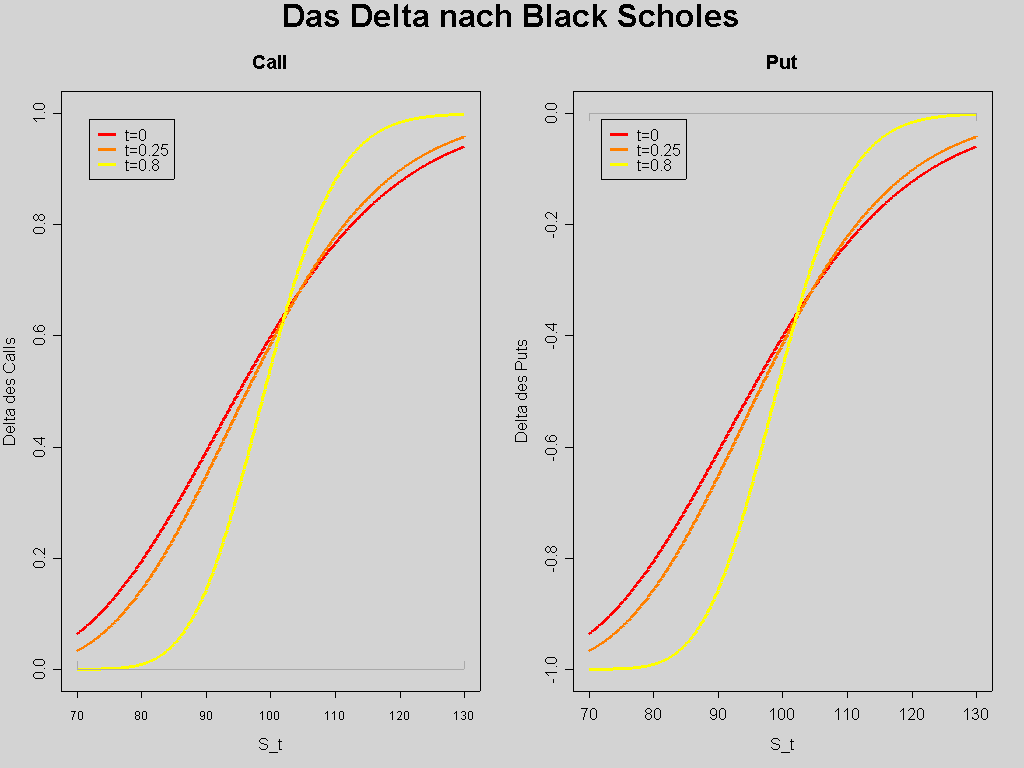
Delta einer europäischen Option nach Black und Scholes

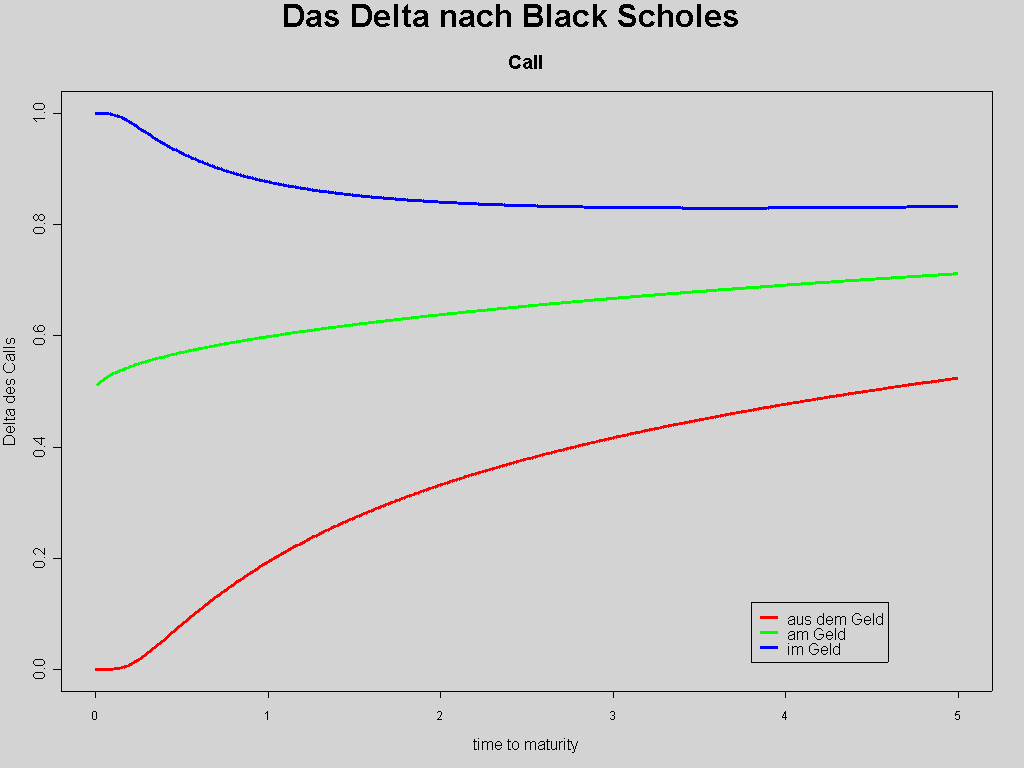
Delta eines Calls mit der Zeit; jeweils aus, am und im Geld. Für den Put ist der Verlauf genau gleich, nur nach unten verschoben

Das Delta gibt an, um wie viel sich der Preis der Option ändert, wenn sich der Kurs des Basiswerts um eine Einheit ändert und alle übrigen Einflussfaktoren gleich bleiben. Beispielsweise hat eine „tief im Geld“ liegende Kaufoption (englisch Call)  ein Delta von +1, eine „tief im Geld“ liegende Verkaufsoption (englisch Put)  von −1.
Im Black-Scholes-Modell errechnet man das Delta für den europäischen Call als
{\displaystyle \Delta _{c}={\frac {\partial C}{\partial S}}=\Phi (d_{1})\geq 0}
beziehungsweise für den europäischen Put
{\displaystyle \Delta _{p}={\frac {\partial P}{\partial S}}=-\Phi (-d_{1})=\Phi (d_{1})-1\leq 0}

### Gamma
Das Gamma ist die zweite Ableitung des Optionspreises nach dem Preis des Basiswertes. Es ist für Call und Put im Black-Scholes-Modell gleich und zwar
{\displaystyle \Gamma ={\frac {\partial ^{2}C}{\partial S^{2}}}={\frac {\varphi (d_{1})}{S\sigma {\sqrt {T-t}}}}={\frac {\Phi '(d_{1})}{S\sigma {\sqrt {T-t}}}}\geq 0}.
Das Gamma ist also nicht negativ, das heißt, der Optionspreis ändert sich immer in die gleiche Richtung (steigen/fallen) wie die Volatilität. Ist die Option am Geld (englisch at the money), kann das Gamma bei abnehmender Restlaufzeit über alle Schranken wachsen. Der Buchstabe {\displaystyle \mathrm {\varphi } } steht hier für die Dichtefunktion der Normalverteilung, vergl. {\displaystyle \Phi } Verteilungsfunktion.

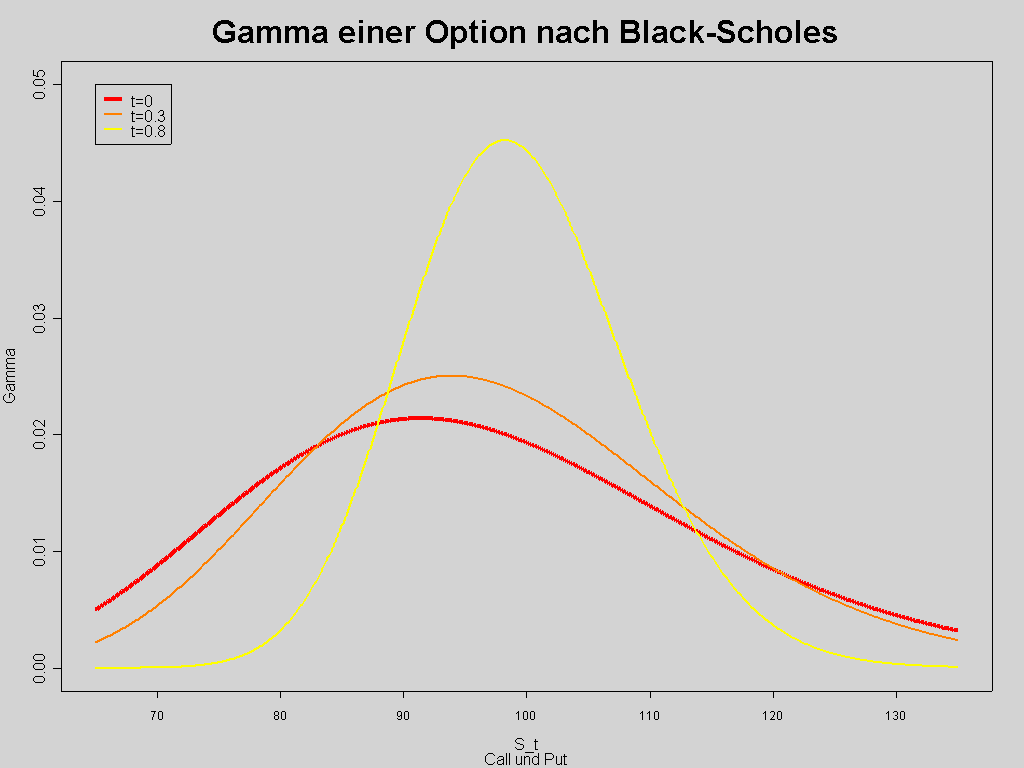
Gamma einer europäischen Option nach Black und Scholes

### Vega (Lambda, Kappa)
Das Vega, auch Lambda oder Kappa genannt, bezeichnet die Ableitung des Optionspreises nach der Volatilität und gibt somit an, wie stark eine Option auf Änderungen der (im Black-Scholes-Modell konstanten) Volatilität reagiert. Das Vega ist für einen europäischen Call und Put gleich, und zwar
{\displaystyle \Lambda ={\frac {\partial C}{\partial \sigma }}={\frac {\partial P}{\partial \sigma }}=S\varphi (d_{1}){\sqrt {T-t}}=S\Phi '(d_{1}){\sqrt {T-t}}\geq 0}.
Vega ist kein griechischer Buchstabe. Sigma ist als Zeichen schon für die Standardabweichung vergeben. Die Volatilität wird als Schätzer für die künftige Standardabweichung verwendet.

### Theta
Das Theta bezeichnet die Ableitung nach der vergangenen Zeit t, gibt also die Sensitivität der Option auf Änderungen der Zeit an. Da sich ceteris paribus mit der Zeit der Wert einer Option an den Payoff zum Fälligkeitsdatum annähert, ist das Theta einer europäischen Kaufoption nie positiv, die Option verliert mit der Zeit an Wert. Es wird auch als Zeitwert der Option bezeichnet. Im Black-Scholes Modell ist es
{\displaystyle \Theta _{c}={\frac {\partial C}{\partial t}}=-{\frac {S\varphi (d_{1})\sigma }{2{\sqrt {T-t}}}}-rKe^{-r(T-t)}\Phi (d_{2})}
bzw.
{\displaystyle \Theta _{p}={\frac {\partial P}{\partial t}}=-{\frac {S\varphi (d_{1})\sigma }{2{\sqrt {T-t}}}}+rKe^{-r(T-t)}\Phi (-d_{2})}.

### Rho
Mit Rho wird die Sensitivität der Option bei kleinen Änderungen des Zinssatzes bezeichnet.
{\displaystyle \mathrm {P} _{c}={\frac {\partial C}{\partial r}}=(T-t)Ke^{-r(T-t)}\Phi (d_{2})\geq 0}
{\displaystyle \mathrm {P} _{p}={\frac {\partial P}{\partial r}}=-(T-t)Ke^{-r(T-t)}\Phi (-d_{2})\leq 0}.

### Omega
Die Optionselastizität ist eine prozentuale Sensitivität:
{\displaystyle \Omega _{c}={\frac {\frac {\Delta C}{C}}{\frac {\Delta S}{S}}}=\Phi (d_{1}){\frac {S}{C}}>0}
{\displaystyle \Omega _{p}={\frac {\frac {\Delta P}{P}}{\frac {\Delta S}{S}}}=(\Phi (d_{1})-1){\frac {S}{P}}<0}.

## Anwendung
Die Griechen sind für das Risikomanagement wichtig. Sie erleichtern es dabei, den Einfluss einzelner Risikofaktoren zu analysieren. Dies gilt insbesondere auf Ebene eines Portfolios von Finanzinstrumenten, wenn der Einfluss einzelner Risikofaktoren – nämlich der Modellparameter – auf das Gesamtportfolio abgeschätzt werden soll. Ein Beispiel wäre ein Portfolio aus Optionen und Positionen im zugehörigen Basiswert, also z. B. Optionen auf den Euro-Bund-Future und Euro-Bund-Future-Positionen als solche. Über das Delta kann die (lineare) Auswirkung einer Änderung im Future-Preis auf das Gesamtportfolio dargestellt werden.
Deshalb können die Griechen auch zur Risikoabsicherung verwendet werden. Das bekannteste Beispiel ist das Delta-Hedging. Anhand der Rho-Sensitivität beispielsweise kann ermittelt werden, wie ein Optionsportfolio gegen Änderungen des Refinanzierungszinssatzes abgesichert werden muss.

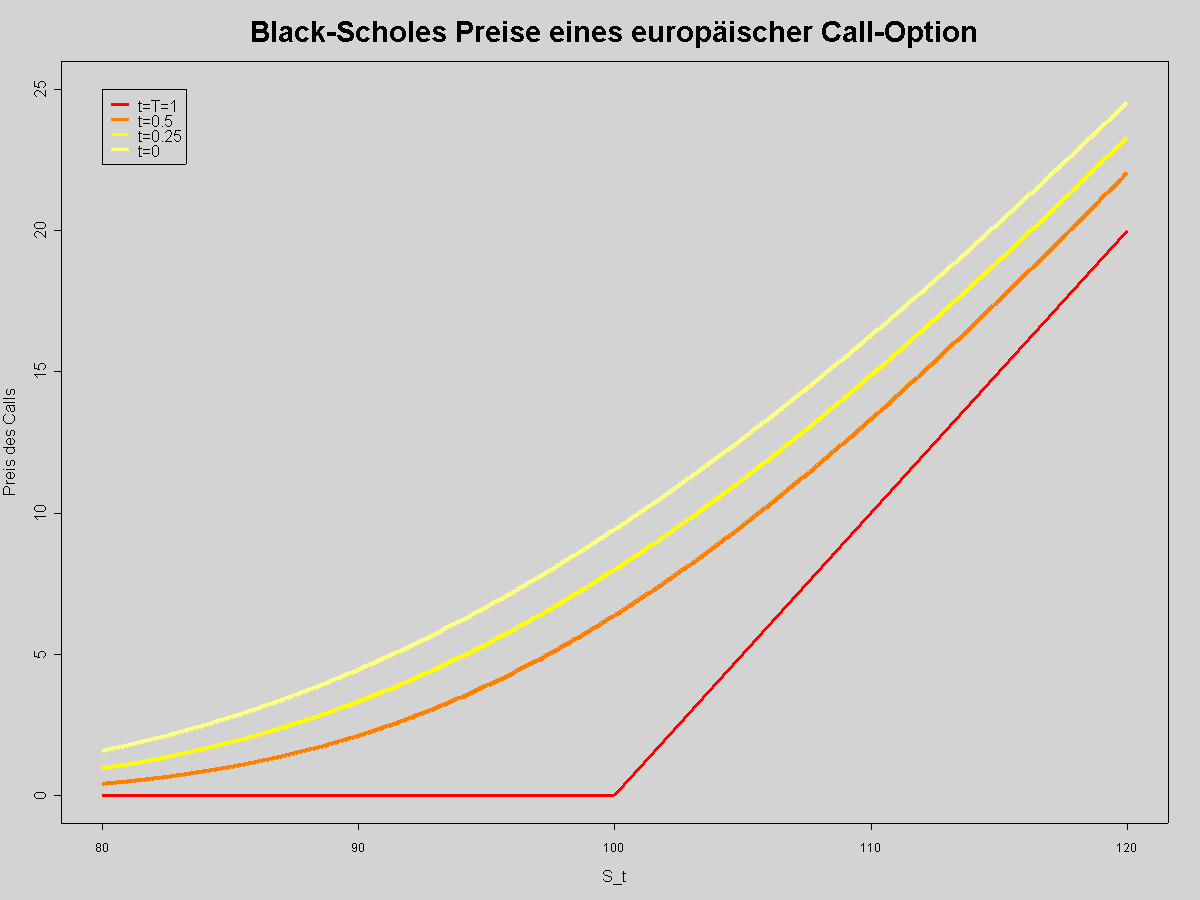
Preise eines Calls nach Black Scholes

Auf der nebenstehenden Grafik sind die Kurven der Preise europäischer Kaufoptionen mit unterschiedlicher Restlaufzeit dargestellt. Diese sind überschneidungsfrei und umso höher, je länger die Restlaufzeit ist. Die unterste, geknickte Kurve ist der innere Wert der Option in Abhängigkeit vom aktuellen Basiskurs heute.
1. Die Optionswerte sind monoton wachsend (dies muss nicht allgemein zutreffen, wie etwa bei Zinsoptionen).
2. Der Preis einer europäischen Kaufoption liegt immer über seinem inneren Wert. Dies bedeutet ökonomisch, dass es immer besser ist, den Call am Markt zu verkaufen als vorher auszuüben, da der innere Wert (heute) kleiner ist als der Verkaufspreis am Markt. Dies wird im Falle von amerikanischen Kaufoptionen relevant, da diese ein vorzeitiges Ausübungsrecht besitzen. Generell gilt, dass bei amerikanischen Optionen die vorzeitige Ausübung wertlos ist, solange es sich um ein ertragloses Gut handelt (keine Dividende innerhalb der Optionsfrist).
3. Sensitivität bezüglich Preises des Basiswertes: Delta: Steigung der Tangente an Optionswertkurve entspricht dem Delta aus dem Binomialmodell.
  1. am Geld ({\displaystyle S=E}): Das Delta liegt ungefähr bei 1/2.  Je größer der Aktienkurs {\displaystyle S_{0}} desto größer die Steigung, das Delta.
  2. tief im Geld: Der Optionswert reagiert wie der Aktienkurs selbst.
4. Sensitivität des Deltas bezüglich Optionspreis: Gamma: Das Gamma ist die Krümmung der Kurve, die Konvexität (mathematisch: zweite Ableitung des Callwerts nach dem Aktienkurs)
  1. weit aus dem Geld: Gamma ist nahe Null, d. h. das Delta bleibt konstant.
  2. tief im Geld: Gamma ist nahe Null.
5. Sensitivität bezüglich der Laufzeit: Theta: Veränderung des Optionswertes, wenn Kalenderzeit verstreicht. Kurz vor der Fälligkeit ist der Callwert außerordentlich zeitsensitiv und besitzt eine hohe Konvexität.
  1. weit aus dem Geld: großer Verlust der Position
  2. am Geld: mittlerer Verlust
  3. tief im Geld: großer Gewinn